# Penelope superciliaris
Penelope superciliaris là một loài chim trong họ Cracidae.